# 鉄観音
鉄観音（てっかんのん、または てつかんのん）は、中国茶のうち青茶（半発酵茶）の一種で、広い意味の烏龍茶の一種である。中華人民共和国の福建省泉州市安渓県で作られる安渓鉄観音と台北市文山区付近で作られる木柵鉄観音が代表的銘柄である。
中国十大銘茶のひとつ。

## 概要

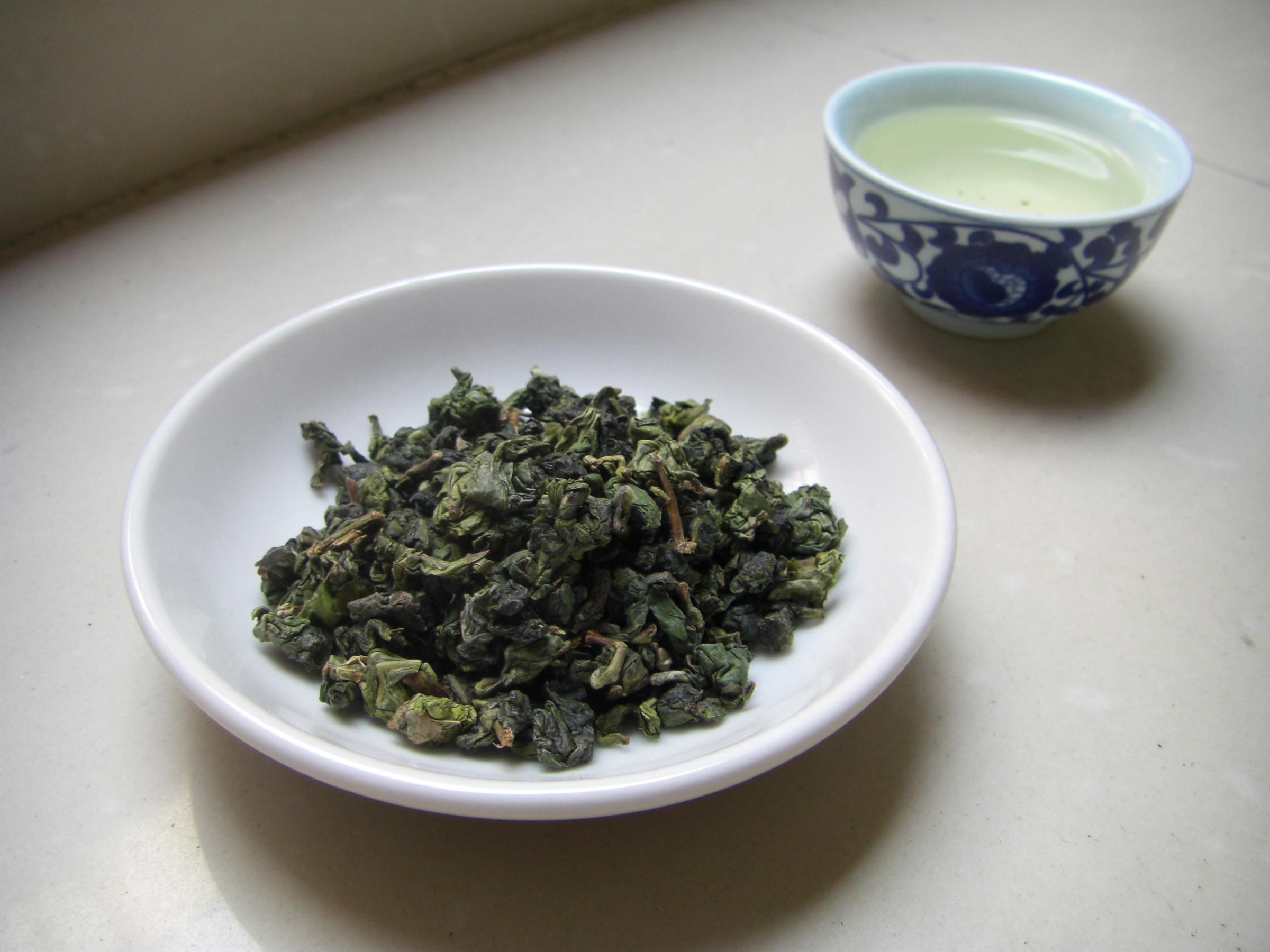
抽出前の鉄観音の茶葉。

原料茶葉は、通常は鉄観音というチャノキの園芸品種から収穫される。鉄観音は福建省の安渓県で生まれた園芸品種で、台湾には清朝末期の光緒帝の時代に張迺乾兄弟が安渓から茶樹と製法を持ち帰ったとされる。著名な銘柄ではあるが、生産量は烏龍茶全体の5%しかない。半発酵茶の青茶の一種なので、茶葉自身の酸化酵素による発酵をある程度行わせた後、炒って発酵を止め、揉捻と呼ばれる茶葉を揉む工程や焙煎乾燥を経て製造される。強い揉捻によって、茶葉が丸まって、表面は鉄のような、あるいは油を塗ったような光沢を帯びるのが特徴である。
味は芳醇で濃いが、後味は甘い。香りは甘く清香で、蜜の香りやランやキンモクセイといった花の香り、水蜜桃の香りに例えられる。抽出された茶の色（水色）は、黄金色ないし明るい杏色である。
便秘や冷え症の解消に効果があるともいわれる。20世紀初頭に中国国外の品評会で優勝して、世界的にも人気の銘柄となった。日本では、伊藤園が缶入り清涼飲料水として初めて烏龍茶を発売した際に、ブレンド茶葉の一つとして使用された。これをきっかけに、1980年代には鉄観音の名が日本にも定着した。
伊藤園が2015年4月に発売した黄金烏龍茶（特定保健用食品）には、本品種が6割ブレンドされている。

## 由来
名前の由来については、諸説ある。
観音岩に由来するとの説乾隆帝の時代に、安渓県の魏蔭という茶農家が、夢の中で観音岩という場所に茶の木が生えているのを見たところ、実際に観音岩で茶の木を見つけたので持ち帰ったのが起源だとする。以後、その農家が挿し木で増やして近所の茶農家に広めたという。
鉄観石に由来するとの説福建省の南山というところで、鉄観石の間に生えているのを見つけて持ち帰ったのが起源だとする。ゆえに安渓鉄観音は南岩鉄観音とも呼ばれることになったという。
観音菩薩に由来するとの説観音菩薩から賜った茶の木なので、鉄観音と名付けられたとする。
茶葉の外見に由来するとの説茶葉の見た目が、輝きがあってずっしりとした感じなので、鉄製の観音菩薩像に似ているため命名されたとする。

## 銘柄
安渓鉄観音南岩鉄観音とも呼ばれる最も代表的な鉄観音である。福建省の安渓県を中心とした地域で生産されている。そのうちでも最上級銘柄として扱われるものに「正欉観音王」がある。安渓鉄観音は年に4回ほど茶葉が収穫できるが、そのうち春茶と秋茶が美味しいとされ、特に春茶は最高といわれる。元来は高発酵かつ重焙煎の重厚な風味と味わいを特徴とする半発酵茶であったが、近年の安渓鉄観音は低発酵かつ軽焙煎で軽快で爽やかな風味と味わいのものが主流になっている。
木柵鉄観音台湾の台北市文山区付近で生産されている鉄観音である。清朝末期の光緒帝の時代に張迺乾兄弟によって、安渓から鉄観音の茶樹と製法を持ち帰ったとされる。木柵とは、最初に苗木が移植された地名である。加工には独自の工夫がされており、強い揉捻と反復焙煎が特徴で、これにより焙煎香と柑橘類の香りが合わさったような風味となっている。水色もオレンジ色がかった色合いになる。春と冬に摘まれた葉が上物とされる。現在で本家にあたる安渓鉄観音よりも高発酵かつ重焙煎の伝統を保っている。
西岩鉄観音広東省で生産されている鉄観音である。